# Katholieke Kerk in Kenia

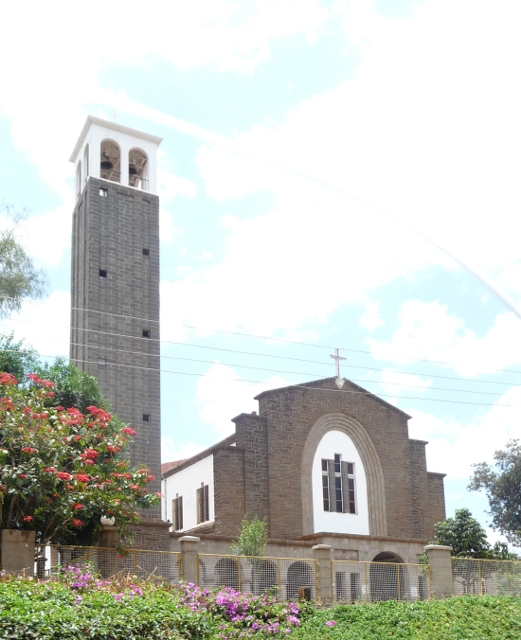
Kathedraal van Nyeri

De Katholieke Kerk in Kenia is een onderdeel van de wereldwijde Rooms-Katholieke Kerk, onder het geestelijk leiderschap van de paus en de curie in Rome.
In 2005 waren ongeveer 7.736.000 (24%) inwoners van Kenia lid van de Katholieke Kerk. Kenia bestaat uit 24 bisdommen, waaronder vier aartsbisdommen, verdeeld over vier kerkprovincies. Verder is er een apostolisch vicariaat en een militair ordinariaat die direct onder de Heilige Stoel vallen. De bisschoppen zijn lid van de bisschoppenconferentie van Kenia. President van de bisschoppenconferentie is kardinaal John Njue, aartsbisschop van Nairobi. Verder is men lid van de Conférence des Evêques Latins dans les Régions Arabes, Association of Member Episcopal Conferences in Eastern Africa en de Symposium des Conférences Episcoaples d’Afrique et de Madagascar.
Kenia heeft een kardinaal elector, John Njue, aartsbisschop van Nairobi.
Apostolisch nuntius voor Kenia is aartsbisschop Bert van Megen, die tevens nuntius is voor Zuid-Soedan.

## Bisdommen

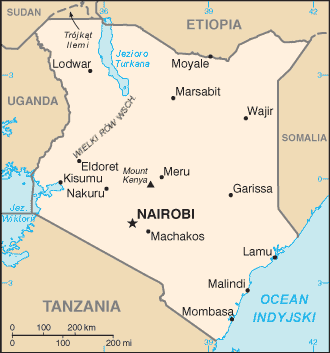
Kenia

- Aartsbisdom Kisumu
  - Bisdom Bungoma
  - Bisdom Eldoret
  - Bisdom Homa Bay
  - Bisdom Kakamega
  - Bisdom Kisii
  - Bisdom Kitale
  - Bisdom Lodwar
- Aartsbisdom Mombasa
  - Bisdom Garissa
  - Bisdom Malindi
- Aartsbisdom Nairobi
  - Bisdom Kericho
  - Bisdom Kitui
  - Bisdom Machakos
  - Bisdom Nakuru
  - Bisdom Ngong
  - Bisdom Wote
- Aartsbisdom Nyeri
  - Bisdom Embu
  - Bisdom Isiolo
  - Bisdom Maralal
  - Bisdom Marsabit
  - Bisdom Meru
  - Bisdom Muranga
  - Bisdom Nyahururu
- Militair ordinariaat

## Nuntius
- Apostolisch pro-nuntius
  - Aartsbisschop Guido del Mestri (november 1965 – 9 september 1967, later kardinaal)
  - Aartsbisschop Pierluigi Sartorelli (9 november 1967 – 16 januari 1976)
  - Aartsbisschop Agostino Cacciavillan (17 januari 1976 – 9 mei 1981, later kardinaal)
  - Aartsbisschop Giuseppe Ferraioli (21 juli 1981 – 1982)
  - Aartsbisschop Clemente Faccani (27 juni 1983 – 9 maart 1996)
- Apostolisch nuntius
  - Aartsbisschop Giovanni Tonucci (9 maart 1996 – 16 oktober 2004)
  - Aartsbisschop Alain Paul Charles Lebeaupin (14 januari 2005 – 23 juni 2012)
  - Aartsbisschop Charles Daniel Balvo (17 januari 2013 - 21 september 2018)
  - Aartsbisschop Bert van Megen (16 februari 2019 - heden)